# Satellite Award du meilleur scénario adapté
Le Satellite Award du meilleur scénario adapté (Satellite Award for Best Adapted Screenplay) est une distinction cinématographique américaine décernée par The International Press Academy depuis 1997, récompensant les meilleurs scénarios de cinéma de l'année.

## Palmarès
Note : les gagnants sont indiqués en gras.

### Années 1990
- 1997 : Le Patient anglais (The English Patient) – Anthony Minghella 
  - La Chasse aux sorcières (The Crucible) – Arthur Miller
  - Jude – Hossein Amini
  - Portrait de femme (The Portrait of a Lady) – Laura Jones
  - Trainspotting – John Hodge

- 1998 : L.A. Confidential – Curtis Hanson et Brian Helgeland
  - Amistad – David Franzoni
  - Ice Storm (The Ice Storm) – James Schamus
  - De beaux lendemains (The Sweet Hereafter) – Atom Egoyan
  - Les Ailes de la colombe (The Wings of the Dove) – Hossein Amini

- 1999 : Ni dieux ni démons (Gods and Monsters) – Bill Condon
  - Beloved – Adam Brooks, Akosua Busia et Richard LaGravenese
  - Hilary et Jackie (Hilary and Jackie) – Frank Cottrell Boyce
  - Little Voice – Mark Herman
  - La Ligne rouge (The Thin Red Line) – Terrence Malick

### Années 2000
- 2000 : L'Œuvre de Dieu, la part du Diable (The Cider House Rules) – John Irving
  - Le Voyage de Félicia (Felicia's Journey) – Atom Egoyan
  - Une carte du monde (A Map of the World) – Peter Hedges et Polly Platt
  - Onegin – Peter Ettedgui et Michael Ignatieff
  - Le Talentueux Mr Ripley (The Talented Mr. Ripley) – Anthony Minghella
  - Titus – Julie Taymor

- 2001 : Quills, la plume et le sang (Quills) – Doug Wright
  - Chez les heureux du monde (The House of Mirth) – Terence Davies
  - O'Brother (O Brother, Where Art Thou?) – Ethan et Joel Coen
  - Treize jours (Thirteen Days) – David Self
  - Traffic – Stephen Gaghan

- 2002 : In the Bedroom – Robert Festinger et Todd Field
  - Un homme d'exception (A Beautiful Mind) – Akiva Goldsman
  - Hedwig and the Angry Inch – John Cameron Mitchell
  - Last Orders – Fred Schepisi
  - Le Seigneur des anneaux : La Communauté de l'anneau (The Lord of the Rings – The Fellowship of the Ring) – Philippa Boyens, Peter Jackson et Fran Walsh

- 2003 : Adaptation – Charlie et Donald Kaufman 
  - Chicago – Bill Condon
  - Le Seigneur des anneaux : Les Deux Tours (The Lord of the Rings – The Two Towers) – Philippa Boyens, Peter Jackson, Stephen Sinclair et Fran Walsh
  - Mariage à la grecque (My Big Fat Greek Wedding) – Nia Vardalos
  - Le Pianiste (The Pianist) – Ronald Harwood

- 2004 : Mystic River – Brian Helgeland 
  - American Splendor – Robert Pulcini et Shari Springer Berman
  - Retour à Cold Mountain (Cold Mountain) – Anthony Minghella
  - Pur Sang, la légende de Seabiscuit (Seabiscuit) – Gary Ross
  - Le Mystificateur (Shattered Glass) – Billy Ray
  - Paï (Whale Rider) – Niki Caro

- 2005 (janvier) : Million Dollar Baby – Paul Haggis
  - Closer, entre adultes consentants (Closer) – Patrick Marber
  - Le Fantôme de l'Opéra (The Phantom of the Opera) – Joel Schumacher
  - Sideways – Alexander Payne et Jim Taylor

- 2005 (décembre) : Mémoires d'une geisha (Memoirs of a Geisha) – Robin Swicord
  - Le Secret de Brokeback Mountain (Brokeback Mountain) – Larry McMurtry et Diana Ossana
  - Truman Capote (Capote) – Dan Futterman
  - Jarhead : La Fin de l'innocence (Jarhead) – William Broyles Jr.
  - Shopgirl – Steve Martin
  - Walk the Line – Gill Dennis et James Mangold

- 2006 : Les Infiltrés (The Departed) – William Monahan
  - Dreamgirls – Bill Condon
  - Mémoires de nos pères (Flags of Our Fathers) – William Broyles Jr. et Paul Haggis
  - Little Children – Todd Field et Tom Perrotta
  - The Last Show – Garrison Keillor
  - Thank You for Smoking – Jason Reitman

- 2007[1] : * Reviens-moi (Atonement) – Christopher Hampton
  - Les Cerfs-volants de Kaboul (The Kite Runner) – David Benioff
  - Loin d'elle (Away from Her) – Sarah Polley
  - Lust, Caution (色，戒) – Hui-Ling Wang et James Schamus
  - No Country for Old Men – Ethan et Joel Coen
  - Zodiac – James Vanderbilt

- 2008[2] : Frost/Nixon – Peter Morgan
  - L'Étrange Histoire de Benjamin Button (The Curious Case of Benjamin Button) – Eric Roth et Robin Swicord
  - Doute (Doubt) – John Patrick Shanley
  - Elegy – Philip Roth
  - The Reader – David Hare
  - Les Noces rebelles (Revolutionary Road) – Justin Haythe
  - Slumdog Millionaire – Simon Beaufoy

- 2009[3] : Precious (Precious: Based on the Novel "Push" by Sapphire) : Geoffrey Fletcher
  - District 9 – Neill Blomkamp et Terri Tatchell
  - Une éducation (An Education) : Nick Hornby
  - Julie & Julia – Nora Ephron
  - In the Air (Up In The Air) : Jason Reitman et Sheldon Turner

### Années 2010
- 2010[4] : The Social Network – Aaron Sorkin
  - 127 heures (127 Hours) – Danny Boyle et Simon Beaufoy
  - Fair Game – Jez Butterworth et John-Henry Butterworth
  - The Ghost Writer – Robert Harris et Roman Polanski
  - Millénium (Män som hatar kvinnor) – Nikolaj Arcel et Rasmus Heisterberg
  - Scott Pilgrim (Scott Pilgrim vs. the World) – Michael Bacall et Edgar Wright
  - The Town – Peter Craig, Ben Affleck et Aaron Stockard
  - Winter's Bone – Debra Granik et Anne Rosellini

- 2011[5] : The Descendants – Alexander Payne, Nat Faxon et Jim Rash
  - Les Aventures de Tintin : Le Secret de La Licorne (The Adventures of Tintin: The Secret of the Unicorn) – Edgar Wright, Joe Cornish et Steven Moffat
  - Albert Nobbs – Glenn Close et John Banville
  - La Couleur des sentiments (The Help) – Tate Taylor
  - Le Stratège (Moneyball) – Steven Zaillian et Aaron Sorkin
  - Cheval de guerre (War Horse) – Lee Hall et Richard Curtis

- 2012[6] : L'Odyssée de Pi (Life Of Pi) – David Magee
  - Anna Karénine (Anna Karenina) – Tom Stoppard
  - Argo – Chris Terrio
  - Happiness Therapy (Silver Linings Playbook) – David O. Russell
  - Lincoln – Tony Kushner
  - The Sessions – Ben Lewin

- 2014 : Philomena – Jeff Pope et Steve Coogan
  - Before Midnight – Ethan Hawke, Julie Delpy et Richard Linklater
  - Capitaine Phillips (Captain Phillips) – Billy Ray
  - Du sang et des larmes (Lone Survivor) – Peter Berg
  - Le Loup de Wall Street (The Wolf of Wall Street) – Terence Winter
  - Twelve Years a Slave – John Ridley

- 2015 : Imitation Game (The Imitation Game) – Graham Moore
  - American Sniper – Jason Hall
  - Gone Girl – Gillian Flynn
  - Inherent Vice – Paul Thomas Anderson
  - Une merveilleuse histoire du temps (The Theory of Everything) – Anthony McCarten
  - Wild – Cheryl Strayed et Nick Hornby

- 2016 : Steve Jobs – Aaron Sorkin
  - Danish Girl – Lucinda Coxon
  - The Revenant – Alejandro González Iñárritu et Mark L. Smith
  - Room – Emma Donoghue
  - Seul sur Mars (The Martian) – Drew Goddard
  - Strictly Criminal (Black Mass) – Jez Butterworth et Mark Mallouk

- 2017 : Snowden – Oliver Stone et Kieran Fitzgerald
  - Tu ne tueras point – Andrew Knight et Robert Schenkkan
  - Les figures de l'ombre – Theodore Melfi et Allison Schroeder
  - Le Livre de la jungle (The Jungle Book) – Justin Marks
  - Lion – Luke Davies
  - Sully – Todd Komarnicki

- 2018 : The Disaster Artist – Scott Neustadter et Michael H. Weber
  - Call Me by Your Name – James Ivory
  - Le Grand Jeu (Molly's Game) – Aaron Sorkin
  - Confident royal (Victoria & Abdul) – Lee Hall
  - Le Musée des Merveilles (Wonderstruck) – Brian Selznick
  - Wonder Woman – Jason Fuchs et Allan Heinberg

- 2019 : Can You Ever Forgive Me? – Nicole Holofcener et Jeff Whitty
  - BlacKkKlansman : J'ai infiltré le Ku Klux Klan (BlacKkKlansman) – Spike Lee,  David Rabinowitz, Kevin Willmott et Charlie Wachtel
  - La Mort de Staline (The Death of Stalin) – Armando Iannucci, David Schneider, Ian Martin et Peter Follows
  - Si Beale Street pouvait parler (If Beale Street Could Talk) – Barry Jenkins
  - Leave No Trace – Debra Granik et Anne Rosellini
  - A Star Is Born – Bradley Cooper et Eric Roth

### Années 2020
- 2020 : Joker – Todd Phillips et Scott Silver
  - Dark Waters – Matthew Michael Carnahan et  Mario Correa
  - The Irishman – Steven Zaillian
  - Jojo Rabbit – Taika Waititi
  - Brooklyn Affairs – Edward Norton
  - Les Deux Papes – Anthony McCarten

- 2021 : The Father – Christopher Hampton et Florian Zeller
  - La Vie devant soi (La vita davanti a sé)  – Edoardo Ponti
  - Le Blues de Ma Rainey (Ma Rainey's Black Bottom) – Ruben Santiago-Hudson
  - La Mission (News of the World) – Luke Davies et Paul Greengrass
  - Nomadland – Jessica Bruder et Chloé Zhao
  - One Night in Miami – Kemp Powers

- 2022 : Coda – Sian Heder
  - Dune – Eric Roth, Jon Spaihts et Denis Villeneuve
  - The Lost Daughter – Maggie Gyllenhaal
  - Passing – Rebecca Hall and Nella Larsen
  - The Power of the Dog  – Jane Campion
  - Macbeth – Joel Coen

- 2023 : Women Talking – Sarah Polley
  - Glass Onion : Une histoire à couteaux tirés – Rian Johnson
  - Vivre (Living) – Kazuo Ishiguro
  - She Said – Rebecca Lenkiewicz
  - Top Gun: Maverick – Peter Craig, Ehren Kruger, Justin Marks, Christopher McQuarrie, Eric Warren Singer
  - The Whale – Samuel D. Hunter

- 2024 : American Fiction – Cord Jefferson
  - All of Us Strangers – Andrew Haigh
  - Killers of the Flower Moon – Eric Roth et Martin Scorsese
  - Oppenheimer – Christopher Nolan
  - Pauvres Créatures (Poor Things) – Tony McNamara
  - La Zone d'intérêt (The Zone of Interest) – Jonathan Glazer

- 2025 : Nickel Boys – RaMell Ross et Joslyn Barnes
  - Conclave – Peter Straughan
  - Emilia Pérez – Jacques Audiard
  - The Room Next Door – Pedro Almodóvar
  - Russian Consul – Vuk Drašković et Miroslav Lekic
  - Sing Sing – Clint Bentley, Greg Kwedar, Clarence Maclin et John "Divine G" Whitfield